# Cnismorectis choritica
Cnismorectis choritica är en fjärilsart som beskrevs av Edward Meyrick 1936. Cnismorectis choritica ingår i släktet Cnismorectis och familjen äkta malar.
Artens utbredningsområde är Bolivia. Inga underarter finns listade i Catalogue of Life.